# Церква Святої Богородиці (Кам'янець-Подільський)
Церква Святої Богородиці — вірменський кафедральний собор, що існував у Кам'янці-Подільському в період з 1522 по 1672 рік.

## Передісторія
За різними даними вірмени в Кам'янці-Подільському оселилися в XI — XIII століттях. У XVII столітті у місті вже налічувалося 1200 сімей вірмен. Складаючи значну частину населення Кам'янця-Подільського і займаючи велику частину міста, вірмени селилися, головним чином, у південно-східній частині міста. Досі у місті є квартал, відомий серед місцевих під назвою Вірменський. У цій частині міста розташовувалися, крім адміністративних та комерційних будівель вірменської громади, та головні вірменські храми міста.

## Історія церкви
Церква Святої Богородиці була побудована в 1522 році на місці давнішої дерев'яної церкви, яка через свої малі розміри не задовольняла потреб вірменської громади міста. Витрати на будівництво забезпечив Єолбей, якому допомагали та робили подарунки члени «Ради сорока братів» та інші кам'янецькі багатії. У 1570 році до церкви були прибудовані капела та арка. У пам'ятних записах, що дійшли до наших днів, створених у Кам'янці-Подільському переписувачі згадують церкву св. Богородиці, як головну серед вірменських храмів міста. У 1636 році це відзначали переписувачі книг і канонів Хачатур дпір і Хачерес. У цей час префект А. Піду, автор короткого нарису з історії запровадження унії серед вірмен, писав:
|  | Церква Успіння [пресвятої Богородиці], що є кафедральною |

Церкву Святої Богородиці було зруйновано у 1672 році під час артобстрілу міста турецькими військами. Вірменський історик і мандрівник Мінас Бжишкян (1777—1851), який відвідав місто, у своїй роботі описував ще руїни храму, що існували.